# Flughafen Paamiut

i7
i11
i13
Der Flughafen Paamiut (IATA-Code: JFR, ICAO-Code: BGPT) ist ein Flughafen in Paamiut im südwestlichen Grönland.

## Lage
Der Flughafen liegt etwa 2,2 km nordöstlich des Stadtzentrums von Paamiut und ist über eine 1,3 km lange Straße ab dem Nordrand der Stadt zu erreichen. Er liegt auf einer Höhe von 120 Fuß.

## Geschichte
Im April 2006 wurde der Bau eines Flughafens in Paamiut beschlossen. Die Kosten wurden mit 152 Mio. Kronen angegeben und mit einer Eröffnung im Dezember 2007 gerechnet. Am 1. Dezember 2007 konnte der Flughafen pünktlich eingeweiht werden.

## Ausstattung
Der Flughafen verfügt über eine asphaltierte Landebahn (17/35) mit einer Länge von 799 m und einer Breite von 30 m. Es gibt keine Flächenenteisungsanlagen. GPS-gestützte Nicht-Präzisionsanflüge sind verfügbar, Sichtflug ist aber ebenfalls gestattet.

## Fluggesellschaften und Ziele
Air Greenland bietet Flüge zum Flughafen Nuuk und zum Flughafen Narsarsuaq an.